# تپلی (داستان کوتاه)
تپلی (به فرانسوی: Boule de Suif) نام داستان کوتاهی نوشته گی دو موپاسان، نویسندهٔ اهل فرانسه است. این داستان کوتاه یکی از مشهورترین نوشته های ادبی جهان است.

## پایش ها
- اختریان، محمود (۱۳۸۴)، اطلاعات عمومی پیام، عالمگیر، شابک ۹۶۴-۹۳۶۰۸-۰-۸